# Slag (kødstykke)
 For alternative betydninger, se Slag. (Se også artikler, som begynder med Slag)
Slag er kødstykket mellem ribben og lænd på et slagtedyr, længere tilbage end bryststykket.